# 髙田稔久
髙田 稔久（たかた としひさ、1954年（昭和29年）1月8日 - 、71歳）は、日本の外交官。国際平和協力本部事務局長や沖縄担当特命全権大使を経て、駐ニュージランド特命全権大使。2018年10月退官。

## 経歴・人物

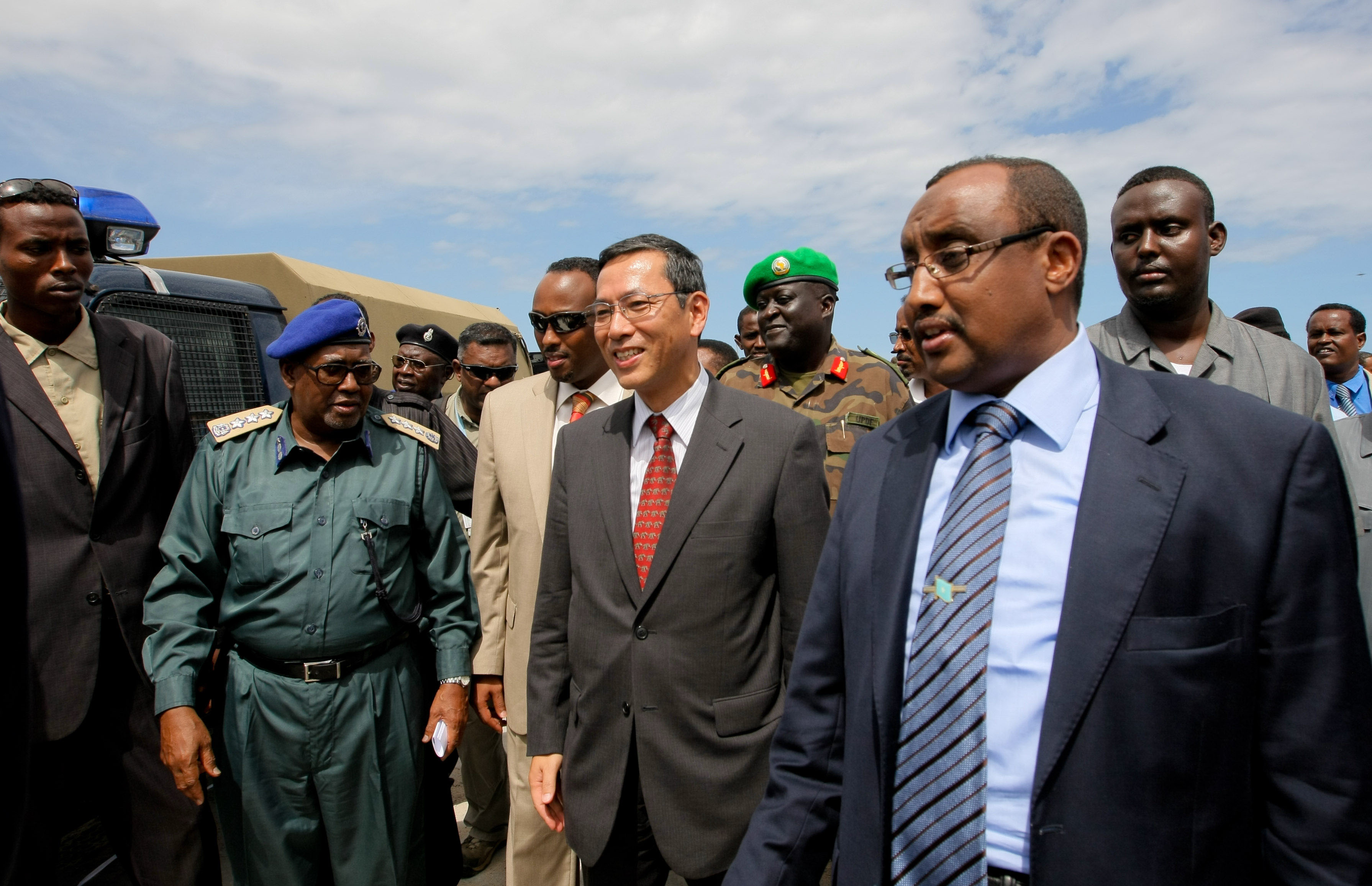
ソマリアのアブディウェリ・モハメド・アリ首相と、モガディシュにて、支援物資の引き渡し式典に臨む高田（写真中央）。

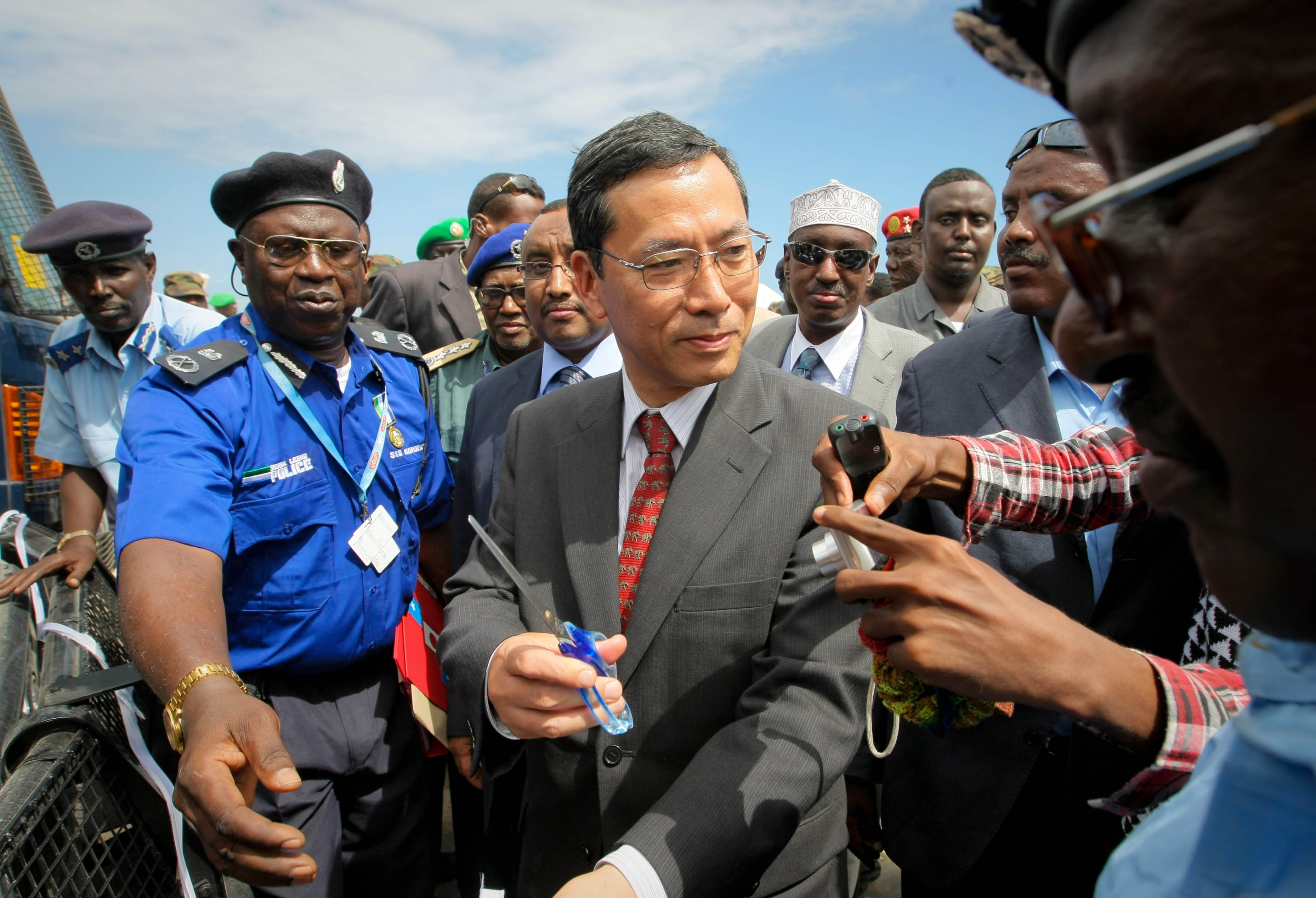
支援物資の引き渡し式典にて、テープカットの準備をする高田。

福岡県出身。東京教育大学附属駒場高等学校（現：筑波大学附属駒場高等学校）を経て、東京大学法学部在学中の1975年（昭和50年）に外務公務員採用上級試験に合格した。1976年（昭和51年）東大卒業後、外務省に入省。英語研修を受けた。
在タイ日本大使館公使、アジア大洋州局審議官、経産省通商政策局審議官、2008年（平成20年）7月から国際平和協力本部事務局長。2010年（平成22年）11月からケニア駐箚特命全権大使。2013年（平成25年）1月15日兼駐ソマリア特命全権大使および兼駐エリトリア、駐セーシェル、駐ブルンジ特命全権大使。2013年8月から沖縄担当特命全権大使。2015年（平成27年）5月12日からニュージーランド駐箚特命全権大使および兼クック諸島駐箚特命全権大使、サモア駐箚特命全権大使。2016年（平成28年）6月21日、兼ニウエ駐箚特命全権大使。2018年10月退官。
2018年10月外務省参与（太平洋島嶼国地域担当大使）。
2019年（平成31年）2月電気事業連合会顧問（非常勤）。
2019年（令和元年）6月王子ホールディングス社外取締役。

## 同期
- 齋木昭隆（13年外務事務次官・12年外務審議官（政務）・11年駐印大使・08年外務省アジア大洋州局長）
- 鶴岡公二（13年内閣官房審議官兼TPP政府対策本部首席交渉官・12年外務審議官（経済）・10年外務省総合外交政策局長）
- 兒玉和夫（13年OECD大使・外務省研修所長・10年国連大使（次席）・08年外務報道官）
- 木寺昌人（12年駐中国大使・内閣官房副長官補）
- 國方俊男（13年北極担当大使・11年駐チェコ大使）
- 小菅淳一（11年駐ヨルダン大使・06年駐アフガニスタン大使）
- 福川正浩（11年駐ペルー大使）
- 田尻和宏（13年駐パラオ大使）
- 篠田研次（12年駐フィンランド大使）
- 高橋邦夫（11年駐ネパール大使・09年駐スリランカ兼モルディブ大使）
- 久枝譲治（11年駐オマーン大使）
- 加茂佳彦（12年駐アラブ首長国連邦大使）
- 西宮伸一（12年中国大使・10年外務審議官（経済））
- 大塚聖一（12年駐レバノン大使）
- 髙瀬康夫（12年駐ジャマイカ兼ベリーズ兼バハマ大使・09年駐トンガ大使）
- 渡部和男（12年駐コロンビア大使・11年科学技術協力担当大使・08年駐パラグアイ大使）
- 小泉崇（12年駐ブルガリア大使）
- 東博史（13年駐ポルトガル大使・10年駐モーリタニア大使）
- 長内敬（09年駐ラトビア大使）
- 今井治（13年国際テロ対策・組織犯罪対策協力担当兼サイバー政策担当兼安保理非常任理事国選挙及び安保理改革（中南米諸国）担当大使・12年国際テロ対策・組織犯罪対策協力兼サイバー政策担当大使・09年駐エクアドル大使）
- 細谷龍平（13年駐マダガスカル大使）
- 山本啓司（12年駐ルーマニア大使・11年査察担当大使・駐カメルーン大使）
- 塚原大貮（12年駐ベナン大使）
- 川上公一（12年外交記録公開担当大使・09年駐レバノン大使）